# István Vaskuti
István Vaskuti (Debrecen, Hajdú-Bihar, 4 de dezembro de 1955) é um velocista húngaro na modalidade de canoagem.

## Carreira
Foi vencedor da medalha de Ouro em C-2 500 m em Moscovo 1980 junto com o seu colega de equipa László Foltán.